# Visconde de Santo António de Vessadas
Visconde de Santo António de Vessadas é um título nobiliárquico criado por D. Manuel I de Portugal a 16 de Dezembro de 1513, em favor de Manuel José do Valle Vessadas.

O titulo permanece na família Vessadas até hoje. 